# Томмазо ди Сассо
Томмазо ди Сассо (итал. Tommaso di Sasso) — итальянский поэт, член сицилийской школы.
О его жизни почти ничего неизвестно, в сборниках канцон Vaticano Latino 3793 и Laurenziano Rediano 9 лишь указано, что происходил из Мессины, однако установить более тесную связь с другими выходцами из этого города — Гвидо и Одо делле Колонне, Маццео ди Рикко, Стефано Протонотаро, и предполагать наличие особого мессинского направления сицилийской лирики не представляется возможным. 
В документе от 3 июня 1269 упомянут некий Thomas Sasus, протонотарий из Эраклеи, но данных для его отождествления с поэтом также нет. 
Исходя из предположения, что канцоны в ватиканском сборнике расположены в хронологическим порядке, высказывалось мнение о Томмазо ди Сассо, как об одном из старейших сицилийских поэтов, что косвенно подтверждается несколько архаичным стилем его произведений.
Сохранились две его канцоны: D'amoroso paese («О любовной стране»), из пяти отдельных стансов по 12 стихов, и L'amoroso vedere («Любовный взгляд»), из четырех стансов по 14 строк, написанные под влиянием Якопо да Лентини и Пердигона. 